# Anișoara Stanciu

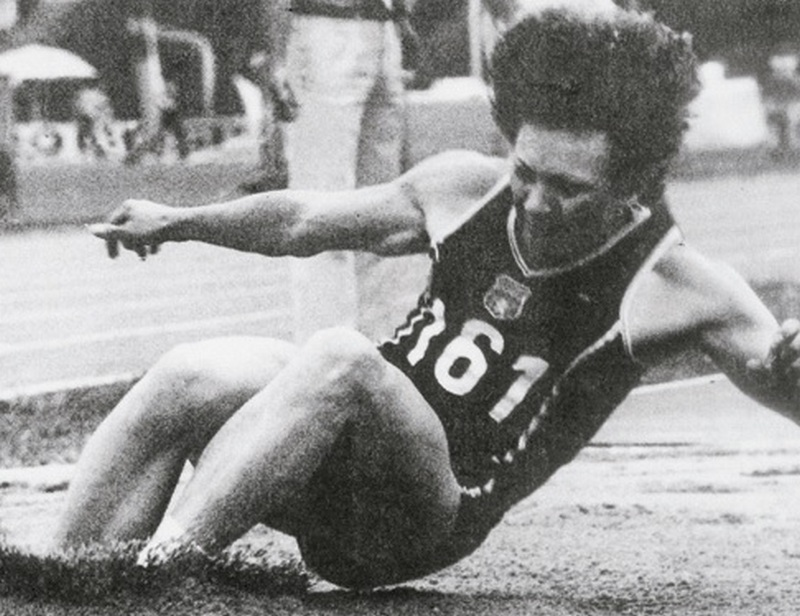
Anișoara Stanciu

Anișoara Stanciu (Geburtsname Anișoara Cușmir; * 28. Juni 1962 in Brăila) ist eine ehemalige rumänische Weitspringerin.
Am 1. August 1982 verbesserten die beiden jungen rumänischen Weitspringerinnen Vali Ionescu und Anișoara Cușmir in einem Wettkampf den Weltrekord im Weitsprung, der bis dahin bei 7,09 stand. Zuerst kam Cușmir auf 7,15, dann steigerte Ionescu auf 7,20. Damit waren die beiden Rumäninnen auch Favoritinnen für die Leichtathletik-Europameisterschaften 1982, die Anfang September in Athen stattfand. Vali Ionescu gewann mit 6,79 vor Anișoara Cușmir mit 6,73. Dritte wurde Jelena Iwanowa aus der UdSSR mit ebenfalls 6,73. Vierte wurde mit 6,71 Heike Daute, die nach ihrer Heirat unter dem Namen Heike Drechsler Weitsprunggeschichte schreiben sollte.
Am 15. Mai 1983 sprang Anișoara Cușmir in Bukarest neuen Weltrekord mit 7,21. Knapp drei Wochen später am 4. Juni 1983, erneut in Bukarest, verbesserte sie den Weltrekord über 7,27 auf 7,43. Dies ist bis heute die größte Steigerung des Weitsprungweltrekords bei den Frauen überhaupt. Bei den Weltmeisterschaften 1983 kam es am 14. August zu einem Finale, in dem vier Springerinnen über 7 Meter kamen, allerdings war die Windunterstützung teilweise beträchtlich. Es gewann Heike Daute mit 7,27w vor Anisoara Cușmir mit 7,15w. Beide Springerinnen hatten aber auch einen regulären Siebenmetersprung in ihrer Serie.
Ende 1983 heiratete Cușmir den Sprinter Paul Stanciu.
Die Olympischen Spiele 1984 wurden vom Ostblock boykottiert, und so trat die mittlerweile verheiratete Heike Drechsler nicht an. Rumänien aber trat an und damit war Anișoara Stanciu als amtierende Weltrekordlerin und Vizeweltmeisterin natürlich die große Favoritin. Dieser Rolle konnte sie bei ihrem Sieg mit 6,96 voll gerecht werden. Zweite wurde Vali Ionescu mit 6,81.
Kurz danach zog sich Anișoara Cușmir vom Leistungssport zurück. Bei einer Körpergröße von 1,73 m betrug ihr Wettkampfgewicht 65 kg.